# 新昌文廟
新昌文廟（しんしょうぶんびょう）は、かつて中華人民共和国浙江省紹興市新昌県にあった孔子廟。現在は新昌実験中学。

## 歴史
新昌文廟の建設開始年代は不詳である。南宋の紹興14年（1144年）には新昌県の南東一里に移り、南は書案山に臨んだ。
1970年代の初め、新昌文廟の大部分の建物はまだ残っていたが、その後取り壊された。

## 建築物
万仞宮墻、興賢坊、育才坊、月池、欞星門、泮池、泮橋、大成門、大成殿、明倫堂、博文斎、約礼斎、尊経閣、崇聖祠、名宦祠、郷賢祠、忠孝祠、明倫堂、教諭署、訓導署、土地祠、文昌閣